# Robert Francis Garner
Robert Francis Garner (* 27. April 1920 in Jersey City, New Jersey; † 25. Dezember 2000) war ein US-amerikanischer römisch-katholischer Geistlicher und Weihbischof in Newark.

## Leben
Robert Francis Garner empfing am 15. Juni 1946 das Sakrament der Priesterweihe.
Am 3. Mai 1976 ernannte ihn Papst Paul VI. zum Titularbischof von Blera und zum Weihbischof in Newark. Der Erzbischof von Newark, Peter L. Gerety, spendete ihm am 25. Juni desselben Jahres die Bischofsweihe; Mitkonsekratoren waren der Weihbischof in New Orleans, Harold Robert Perry SVD, und der emeritierte Erzbischof von Newark, Thomas Aloysius Boland.
Papst Johannes Paul II. nahm am 11. Juni 1995 das von Robert Francis Garner aus Altersgründen vorgebrachte Rücktrittsgesuch an.